# 徐懐中
徐 懐中（シュー・ホワイジョン、本名許 懐中、1929年9月29日 - ）は、中華人民共和国の小説家。代表作に小説『牽風記』。

## 略歴
1929年9月29日の河北省邯鄲市に生まれる。
1941年に太行山抗日根拠地学校に入学した。
1945年中国人民解放軍に加入。
1950年、西南軍区政治部文工団の研究員。
1954には中編小説の処女作『地上的長虹』をこの雑誌に発表している。
1955年、昆明部隊政治部文化部の助理員。
1956年、長編小説『我們播種愛情』を発表。
1958年、『解放軍報』副刊の編輯。
1973年、昆明軍区文化部の副部長に任命される。
1978年、八一映画製片廠の編劇に就任。解放軍藝術学院文学系の主任に就任。
1983年、短編小説『西線軼事』は発表の後、全国優秀短篇小説賞を受賞した。
2019年には中国長編小説を対象とした中国文学界で最も栄誉がある賞の一つである「茅盾文学賞」を受賞している。

## 著書
- 『牽風記』
- 『底色』
- 『我們播種愛情』（われら愛情の種をまく、徐懐中、伊藤漱平訳、東京、平凡社、1963年7月）